# Comte de Montcornet
Le comte de Montcornet, général et maréchal de France, né en 1774, est un personnage de La Comédie humaine d'Honoré de Balzac. Il apparaît pour la première fois en 1830 dans La Paix du ménage.

## Biographie
Un an plus tôt, en 1808, dans La Muse du département, il était à Madrid, participant à la guerre d'indépendance espagnole.
En 1809, il est colonel des cuirassiers de la Garde, avec le rang de général de brigade. Surnommé le « lion d'Essling », il réussit un véritable exploit pendant cette bataille en traversant la rivière sur un simple morceau de bois alors que tout le monde meurt autour de lui.
Séducteur invétéré, à trente-neuf ans, il est tenté par une jeune inconnue au bal du sénateur Malin de Gondreville : la comtesse de Soulanges. Un ami d'enfance lui souffle sa conquête et il se rabat sur madame de Vaudrémont qu'il n'a pas le temps d'épouser puisqu'elle meurt subitement.
En 1814, l'empereur lui offre en Poméranie une intendance bien rémunérée, ce qui ne l'empêche pas de livrer son armée aux Bourbons cette même année.
En 1815, il reçoit le titre de pair de France, mais suit tout de même Napoléon pendant les Cent-Jours, et il tombe aussitôt en disgrâce. Il devient militaire hors-cadre.
En 1818, il achète le château des Aigues en Bourgogne, qu'il gère très mal, s'étant mis à dos les futurs « exploiteurs du peuple », c'est-à-dire une bourgeoisie rurale montante et des notables locaux qui ruinent ses projets d'exploitation. Il possède également un des plus beaux hôtels particuliers de Paris, rue Neuve-des Mathurins, et une fortune assez considérable pour envisager un mariage avec un des plus anciens blason de France : mademoiselle de Troisville (prononcer Tréville); [celle-ci est par ailleurs la maîtresse d'Émile Blondet qui l'épousera quand elle sera veuve, en 1840 ("Les Paysans").]
En 1819, le Cabinet des Antiques est assez opposé à ce mariage. Mais la  duchesse de Carigliano arrange l'affaire en faisant obtenir au comte le cordon de Saint-Louis.
En 1823, il s'est aliéné tout ce qui compte dans la région  des Aigues et sa propriété devient inexploitable. Le sous-préfet Des Lupeaulx lui conseille de vendre rapidement.
En 1829, il retrouve Paris et ses mondanités, et il reprend du service comme maréchal vers 1836. Une fille naturelle qu'il a eue dans sa jeunesse réapparaît, il la marie avec Marneffe, employé du ministère de la Guerre. Cette Valérie sera la terrible Valérie Marneffe de La Cousine Bette.
Mort en 1837, il est enterré au cimetière du Père-Lachaise. Wenceslas Steinbock exécute sa statue équestre, qui est très critiquée.
Le comte de Montcornet apparaît aussi dans :
- Le Cabinet des Antiques
- Un homme d'affaires
- La Muse du département
- Splendeurs et misères des courtisanes